# John Howard (Politiker)

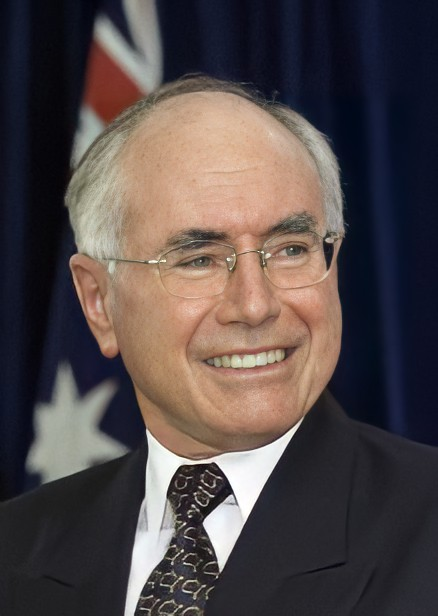
John Winston Howard c. 2001

John Winston Howard OM AC (* 26. Juli 1939 in Sydney) war der 25. Premierminister Australiens. Von 1995 bis 2007 war er der Vorsitzende der Liberal Party of Australia. Er wurde am 11. März 1996 erstmals in sein Amt gewählt und dreimal bestätigt, unterlag 2007 jedoch seinem Herausforderer Kevin Rudd von der Australian Labor Party (ALP). Am 3. Dezember 2007 endete seine Amtszeit.

## Leben
John Howard studierte Rechtswissenschaften an der Universität Sydney. Nach seinem Abschluss 1961 arbeitete er als Rechtsanwalt und Richter. Howard ist seit 1974 Mitglied des australischen Parlaments. Er vertritt hier den Wahlkreis Bennelong. In der Regierung von Malcolm Fraser und Doug Anthony war er Wirtschafts- und Verbraucherminister (1975–1977) und Finanzminister (1977–1983). Von 1985 bis 1989 war Howard Oppositionsführer, 1996–2007 Premierminister.

## Wirken als Premierminister und politische Positionen
Am 11. März 1996 wurde Howard zum Premierminister ernannt und bereits im April wurde Australien durch das Massaker von Port Arthur erschüttert. Howard führte danach eine Zugangsbeschränkung für halbautomatische Feuerwaffen ein. Seine Pläne zur Teilprivatisierung der australischen Telefongesellschaft Telstra wurden vom Senat abgelehnt. Wegen Interessenkonflikten mit den von ihm aufgestellten Regeln mussten fünf Minister vorzeitig entlassen werden, zwei weitere konnte er nur behalten, indem er die von ihm aufgestellten Regeln einer „sauberen Regierung“ wieder abschaffte. Howard modernisierte das Steuerrecht und führte die GST, eine Mehrwertsteuer, mit Ausnahme auf einzelne Lebensmittel ein.
In der australischen Osttimor-Politik machte Howard eine Kehrtwende. Australien hatte bisher als einziges weltweit de facto die Annexion Osttimors durch Indonesien anerkannt, indem es mit der Besatzungsmacht im Timor Gap Treaty die Seegrenze zwischen Australien und dem besetzten Osttimor festlegte; zugunsten Australiens. Nun drängte man auf das Selbstbestimmungsrecht des osttimoresischen Volkes. Howard folgte damit der Position der oppositionellen Australian Labor Party und der Meinung von 90 Prozent der Australier, die das bisherige Verhalten ihres Landes als Fehler ansahen. In einem Brief an den indonesischen Präsidenten Habibie schlug Howard eine Autonomielösung für Osttimor und ein späteres Referendum über die Zukunft des Landes aus. Für Habibie war der Brief, nach eigenen Aussagen, der letzte Auslöser, ein Unabhängigkeitsreferendum in Osttimor 1999 in die Wege zu leiten. Als sich die Osttimoresen darin für die Unabhängigkeit aussprachen, folgte eine Gewaltwelle durch indonesische Sicherheitskräfte, so dass unter der Führung Australiens die internationalen Eingreiftruppe INTERFET entsandt werden musste. Australien stellte bis 2012 weiter Truppen und anderes Personal für UN-Missionen zur Stabilisierung Osttimors.
Internationale Kritik erntete er während seiner zweiten Amtszeit, als er mit Hilfe des Militärs dem norwegischen Frachter MS Tampa die Einreise in australische Gewässer und das Betreten australischen Hoheitsgebiets verweigerte, da dieser afghanische Flüchtlinge eines nicht mehr seetüchtigen Flüchtlingsschiffes aufgenommen hatte. Howard beschuldigte unrichtigerweise die Asylsuchenden, dass sie ihre Kinder über Bord werfen würden, um eine illegale Einreise zu erzwingen. Das Verhalten der australischen Regierung löste einen diplomatischen Streit zwischen Norwegen und Australien aus, die als Tampa-Affäre bekannt wurde. Die Flüchtlinge wurden, nachdem der norwegische Kapitän Arne Rinnan einen SOS-Notruf ausgesandt hatte und in australische Hoheitsgewässer vor der Weihnachtsinsel eingedrungen war, durch eine australische Militär-Spezialeinheit auf Schlauchbooten von der MS Tampa auf den australischen Truppentransporter HMS Manoora gebracht. Mit dieser Maßnahme und der unverzüglichen Verabschiedung eines neuen Grenzschutzgesetzes, der Border Protection Bill 2001, verhinderte die australische Regierung, dass die Boatpeople australischen Boden betreten konnten, denn daraus hätte sich ein Rechtsanspruch ergeben, einen Asylantrag zu stellen. Auf dem Truppentransporter wurden die Boatpeople nach Nauru, ein Inselstaat, ins Nauru Regional Processing Centre transportiert und 131 Flüchtlinge wurden von Nauru mit Flugzeugen nach Neuseeland als Asylanten transportiert. Das Flüchtlingslager auf Nauru ist ein durch Australien finanziertes und von Inselbewohnern betriebenes Flüchtlingslager. Die sogenannte „Pacific Solution“ wurde später mit weiteren Lagern, außerhalb des australischen Hoheitsgebiets, auf Manus mit dem Manus Regional Processing Centre ausgedehnt. Im Zusammenhang mit der Tampa-Affäre protestierte die Opposition nicht gegen die harte Flüchtlingspolitik der Regierung. Damit erschien Howard den Wählern Australiens als starker Mann; zusätzlich begünstigten die Terroranschläge am 11. September 2001 diese Tendenz und Howard gewann die Parlamentswahlen vom 10. November 2001.
Seit dem Bombenanschlag in Bali des Jahres 2002, bei dem vor allem australische Staatsbürger starben, zählte Howard zu den stärksten Unterstützern von George W. Bush in seinem „Krieg gegen den Terrorismus“. Im März 2003 begründete John Howard die Entsendung australischer Truppen und Schiffe zur Unterstützung der USA und Großbritanniens bei der Invasion des Irak mit der Notwendigkeit, Saddam Hussein von der Macht zu entfernen, da dieser Massenvernichtungswaffen besitze. Die australische Meinung über den Irakkrieg war deutlich gespalten und Howards Popularitätswerte fielen deutlich, als keine Massenvernichtungswaffen gefunden wurden.
Im Oktober 2004 wurde Howard dennoch für seine vierte Amtszeit bestätigt. Nachdem seine Liberal Party auch im Senat die Mehrheit stellte, konnte er die vollständige Privatisierung der halbstaatlichen Telekommunikationsgesellschaft Telstra durchsetzen. Eine Überarbeitung des Strafgesetzbuches im Sinne verbesserter Anti-Terror-Maßnahmen wurde zunächst von ihm in der Planungsphase mitgetragen, die überarbeitete Fassung zwar vom Repräsentantenhaus gebilligt, jedoch nicht von ihm selbst unterzeichnet. 
Er erregte ebenfalls Aufsehen und Kritik, als er sich offiziell weigerte, sich für das zu entschuldigen, was weiße Australier den Aborigines in den vergangenen Jahrhunderten angetan haben, da er sich dafür nicht schuldig fühle. Außerdem weigerte er sich – auch hier auf einer Linie mit George W. Bush – das Kyoto-Protokoll zur Reduzierung der Treibhausgasemissionen zu unterzeichnen, da Klimaschutz sich den Interessen der Wirtschaft unterzuordnen habe.
Vor den Vorwahlen zur Präsidentschaftswahl in den USA warnte er sehr direkt vor der Wahl des Kandidaten Barack Obama wegen dessen angeblich muslimischen Wurzeln und seiner Position zur Zukunft des Irak.
Im November 2007 verlor seine Regierungskoalition die Parlamentswahlen. Howard verlor dabei auch seinen eigenen Wahlkreis in Sydney. Beobachter führen dies auf die Unzufriedenheit der Bevölkerung mit der als unsozial empfundenen Politik Howards und auf den Wunsch nach einem Wechsel nach zehn Jahren konservativer Regierung zurück.
Nach Ende seiner Tätigkeit als Premierminister hatte Howard einige Ämter inne, so war er u. a. 12 Jahre lang bis 2014 Vorsitzender der Internationalen Demokratischen Union. Zudem erschien 2010 seine Autobiographie Lazarus Rising: A Personal and Political Autobiography.

## Auszeichnungen
- 2009: Presidential Medal of Freedom[8]
- 2013: Großer Orden der Aufgehenden Sonne am Band (Japan)[9]